# 查尔斯·马丁·霍尔
查尔斯·马丁·霍尔（英語：Charles Martin Hall，1863年12月6日—1914年12月27日），美国发明家、工程师和企业家。因发现了价格低廉的制铝方法而知名。他的部分遗产被捐出，创办了哈佛燕京学社。当时，北京的燕京大学校长司徒雷登了解到霍尔在遗嘱中声明，遗产中一部分要用于研究中国文化，由一所美国大学和一所中国大学联合组成一个机构来执行该项计划。于是，司徒雷登成功说服哈佛大学与燕京大学合作，在1929年成立哈佛燕京学社，并设立燕京学社北平办事处。

## 生平

### 早年
查尔斯·霍尔是牧师赫曼·巴赛特·霍尔和索菲洛尼亚·H·布鲁克斯的儿子。他有一个兄弟和三个姐妹，其中有一位幼年夭折了。霍尔全家在1873年搬到俄亥俄州的奥柏林(Oberlin)，查尔斯就读于奥柏林高中。1880年进入奥柏林学院并于5年后获得学士学位。专业是自然科学。
在化学教授弗兰克·范宁·杰维特的鼓励下，霍尔成为一名材料学专家。当时让大学生们最感兴趣的，是由于铝价格的昂贵，发现降低制铝成本方法的人，可以一夜暴富。
霍尔在自家房子后院里的小木屋进行了长期的实验。

### 晚年
霍尔对制铝法成功的发现为他一生赢得了22项美国专利，为铝制品发明之首。他成为奥柏林学院的董事会成员。1914年在弗罗里达州去世之前，他都是美国铝业（Alcoa）的副总裁。霍尔去世时单身无子，最后被葬于奥柏林的森林墓地(Woodland Cemetery)。

## 对铝的嗜好

### 背景
铝是地球上仅次于硅含量第二多的非铁金属元素，但并不以纯物质存在。1808年汉弗里·戴维爵士就已经注意到了针对铝的研究工作。但他对于这种被他称为alumium的材料的努力失败了，他无法从化合物中提出纯铝。1825年丹麦化学家汉斯·奥斯特从氧化铝中成功分离了少量铝，并且纯度很低。1827年弗里德里希·维勒幸运的制得了纯净的铝，但是非常稀少。这种金属在当时的价格超过了黄金。这样的价值唤醒了贵族们对铝的占有欲望。
1846年法国人德维尔开始尝试在维勒的基础上继续提纯，最终于1854年成功并在1859年以书面形式发表了他的发现。拿破仑三世委托他的科学家尽可能考虑大量生产铝的方法。德维尔的化学方法过于昂贵，1857年铝的年产量仅有750千克，并只有法国可以生产。

### 发明
霍尔始终围绕着戴维提出的熔融解析法进行思考。熔融法需要在较高的温度下把氧化铝融化并从中分离纯铝。霍尔尝试用更简单的方法融化氧化铝。大学毕业后的第一年他开始了第一次实验。他必须自己准备大部分的仪器和化学品，在这时霍尔的姐姐尤利娅资助了他。
在他的实验中霍尔发现向氧化铝中添加冰晶石，可以将纯氧化铝熔点的2050°C降低到950°C。因此他发明的基本思路是用电子流通过一个含有氧化铝和冰晶石的电解池，由此可以在蒸馏管的底部一定程度上形成一个铝洼。
几年繁复的工作后，霍尔在1886年2月23日得到了他的第一个样本。开始时候他只能制备出球粒状的铝，后来他继续努力，最终得到了铝锭。1886年7月9日霍尔为他的方法申请了第一个专利。
在霍尔申请专利几周后，法国人保罗·埃鲁几乎与他同时发现了这个方法。埃鲁在法国也同样申请了专利。两个发明家彼此并不知情，并由此带来了法律上的争端。所幸他们最后和解并联合起来了。这个生产方法晚一些被命名为霍尔-埃鲁法。埃鲁无意在法国实现他伟大发明的经济价值并最终到瑞士与三位实业家合作。

### 经济上的成功
由于发明在家乡遭到冷遇，霍尔来到匹兹堡与著名的冶金学家阿尔弗莱德·E·汉特（Alfred E. Hunt）合作。1888年他们与其他的企业家共同创立了Reduction Company of Pittsburgh公司。开始只是个小小的手工作坊，但后来成功经营和拓展了很多铝制品的业务。Reduction Company of Pittsburgh从1907年期改名为全美铝业(Aluminum Company of America，缩写Alcoa)，它长期垄断了铝制品市场。
霍尔作为主要股东富有了起来。1907年在阿肯色州开办了铝土矿，在伊利诺斯州开办了一个精炼厂并在纽约和加拿大开办了三个冶炼厂。美国铝业至今仍是世界知名的市场领袖。
霍尔-埃鲁法降低了铝的价格使之成为可以民用的实用材料。到1900年时铝的年产量已经上升到约8万吨。如今铝的产量仍领先于其他非铁金属的产量总和。

### 现代熔融电解法

熔融电解法原理

奥地利人卡尔·约瑟夫·拜尔改进了霍尔-埃鲁法，用氧化物和硅酸盐再次清洗了铝土矿，成为目前工业制铝的拜尔法。这种经济上可行的生产方法取材适用的氧化铝。电解质选用氧化铝和冰晶石的混合物。分别置入阳极和阴极后通三相交流电（约200,000安培），原料在950°C的电解池中熔化，其中密度较大的液态铝则析出在池底。

### 一个遗忘的“i”
霍尔创造了美语里的铝这个单词。在奥柏林学院之后，霍尔也在一本公开的笔记中用aluminum拼写了“铝的提炼工序”(aluminum refinement process)一词。霍尔的革命性成就在美国产生了巨大广泛的影响，以至于很多美国人至今还是在拼写铝这个单词时只用一个i（aluminum），而不是正确的两个i(aluminium)。然而英国人并不理会这种愚蠢，在英国的文献中仍旧拼写为aluminium。

## 荣誉
霍尔作为杰出的校友和捐助人，在奥柏林学院获得了一座纪念雕像。大学生们对于霍尔的铝制雕像异常热情。由于雕像重量较轻，经常在学生抗议的时候被推倒或搬走。如今校方为雕像粘上了一个沉重的花岗岩底座并移至新科学中心(Oberlin New Science Center)的二楼摆放。但来上课的学生仍旧热衷于在节日将所有“脏东西”和其他物件装饰点缀在雕像上。
1911年，霍尔的辉煌成就为他赢得了美国化学工业最高奖，珀金奖章（Perkin Medaille）。

## 美国专利
霍尔在1886年为他的著作Process of reducing aluminium from its fluoride salts by electrolysis向美国专利局提出了申请，并于1889年4月2日得到批准。